# Emmanuel Carrère
Emmanuel Carrère (geboren 9 december 1957 in Parijs) is een Franse schrijver, scenarioschrijver en filmregisseur. Zijn werk beweegt zich tussen fictie en non-fictie (autofictie). Van zijn boeken is een tiental titels in het Nederlands verschenen.

## Biografie
Carrère werd geboren in een welgestelde familie in het 16e arrondissement van Parijs. Zijn vader, Louis Carrère d'Encausse (1928-2023), was directeur van een verzekeringsmaatschappij en zijn moeder, Hélène Carrère d'Encausse, geboren Zoerabisjvili (1929-2023), was de dochter van Georgische emigranten. Zij was onder andere historica, Ruslanddeskundige, lid van het Europees Parlement, alsmede lid en permanent secretaris van de Académie française. Zij was een nicht van de Georgische president Salome Zoerabisjvili. Emmanuel Carrère heeft twee zussen: Nathalie, advocaat, en Marina, arts, tv-presentatrice en romanschrijfster. Hij is tevens een neef van componist Nicolas Zoerabisjvili en van filosoof François Zoerabisjvili.
Carrère studeerde aan het Lycée Janson-de-Sailly en vanaf 1979 aan Sciences Po, het prestigieuze Parijse Instituut voor Politieke Studies. Na zijn afstuderen bracht hij van 1980 tot 1982 twee jaar door in Surabaya (Indonesië) voor zijn Coopération du service national à l'étranger (een soort vrijwillige, vervangende dienstplicht), waarbij hij voornamelijk Frans doceerde. Daarna was hij filmrecensent voor de tijdschriften Télérama en Positif.
Carrère was in 2010 lid van de internationale jury op het filmfestival van Cannes en in 2012 was hij lid van de jury van hetzelfde festival voor de secties Cinéfoundation en Korte films. In 2015 was hij lid van de jury van het filmfestival van Venetië.
Carrère is twee keer getrouwd geweest en heeft twee zonen en een dochter.

## Schrijversloopbaan
In 1982 verscheen Carrères eerste boek, een monografie over de filmregisseur Werner Herzog. Het jaar daarop verscheen zijn eerste roman L'amie du jaguar, waarin hij putte uit zijn ervaringen in Indonesië. Zijn tweede roman, Bravoure, gebaseerd op het verhaal van Mary Shelley, Percy Bysshe Shelley, Lord Byron en John Polidori, en hun verblijf aan het Meer van Genève in de zomer van 1816, werd in 1984 gepubliceerd. Zowel Carrère's eerste als tweede roman wonnen literaire prijzen, maar het was zijn derde roman, La Moustache, gepubliceerd in 1986, waarmee de auteur bekendheid kreeg bij een breder publiek. Het gaat over een man die zijn snor afscheert, waarna iedereen hem ervan verzekerd dat hij nooit een snor heeft gehad. Carrère bewerkte het boek later voor een film, die hij ook regisseerde en die in 2005 een prijs won op het filmfestival van Cannes. Een essay waarin Carrère de alternatieve geschiedenis onderzoekt, Le détroit de Behring: introduction à l'uchronie, verscheen eveneens in 1986.
In 1988 publiceerde Carrère Hors d'atteinte, een roman over een vrouw die haar leven aan het toeval overlaat. Zijn volgende werk was Je suis vivant et vous êtes morts uit 1993, een fictieve biografie van de Amerikaanse sciencefictionschrijver Philip K. Dick. Dit werd gevolgd door de roman La Classe de neige, die de Prix Femina 1995 won en door Claude Miller verfilmd werd.
Hierna richtte Carrère zijn aandacht op de zaak van de Zwitserse moordenaar Jean-Claude Romand. Hij correspondeerde met hem in de gevangenis, woonde zijn proces bij en kreeg de beschikking over Romands archief. De daaruit voortvloeiende 'roman' L'Adversaire, gebaseerd op Truman Capotes In Cold Blood (1966), verscheen in 2000. Het boek werd een bestseller in Frankrijk, werd vertaald in ongeveer 25 talen en werd door regisseur Nicole Garcia verfilmd.
In 2007 publiceerde Carrère Un roman russe over zijn Russische roots en een bezoek aan dat land. In het boek onthulde hij dat zijn grootvader van moederskant als vertaler had gewerkt voor de Duitse bezettingstroepen in de Tweede Wereldoorlog en in 1944 was verdwenen, vermoedelijk gedood door leden van het Franse verzet. In 2011 publiceerde hij Limonov, een biografische roman over de Russische schrijver en politieke dissident Eduard Limonov.
Carrère was in 2004 op vakantie in Sri Lanka toen de tsunami in de Indische Oceaan toesloeg. Hij verkeerde zelf niet in gevaar, maar gebruikte de ervaring als inspiratie voor zijn volgende boek, D'autres vies que la mienne, dat in 2009 werd gepubliceerd. In 2014 verscheen Le Royaume, een roman over de opkomst van het vroege christendom, geschreven vanuit het perspectief van iemand die ooit gelovig was. Het boek veroorzaakte een schandaal aan de Franciscaanse Universiteit van Steubenville (Ohio, VS), waar het hoofd van de afdeling Engels, die het boek had opgenomen in het curriculum, uit zijn functie werd ontheven.
In 2016 publiceerde Carrère een verzameling van zijn journalistiek werk onder de titel Il est avantageux d'avoir où aller. In zijn boek Yoga uit 2020 schrijft Carrère over zijn ervaringen met depressie en de vier maanden die hij in het Sainte-Anne-ziekenhuis in Parijs doorbracht, waar hij de diagnose bipolaire stoornis kreeg en werd behandeld met ketamine, lithium en elektroconvulsietherapie.
Van september 2021 tot juni 2022 volgde Carrère het proces van de aanslagen in Parijs in november 2015. Zijn wekelijkse artikelen werden gepubliceerd in L'Obs in Frankrijk, El País in Spanje, la Repubblica in Italië en Le Temps in Zwitserland. In september 2022 werden zijn artikelen, met aanvullend materiaal, gepubliceerd in de vorm van een boek met de titel V13 (de afkorting staat voor vrijdag [vendredi] de 13e, de dag waarop de aanslagen plaatsvonden). Voor dit boek ontving hij de Prix Aujourd'hui 2022.

## Prijzen
- 1984: Prix Passion
- 1985: Prix littéraire de la vocation
- 1987: Grand Prix de l'imaginaire – Prix spécial
- 1988: Prix Charles-Oulmont

- 1988: Prix Kléber-Haedens
- 1995: Prix Femina
- 2007: Prix Duménil

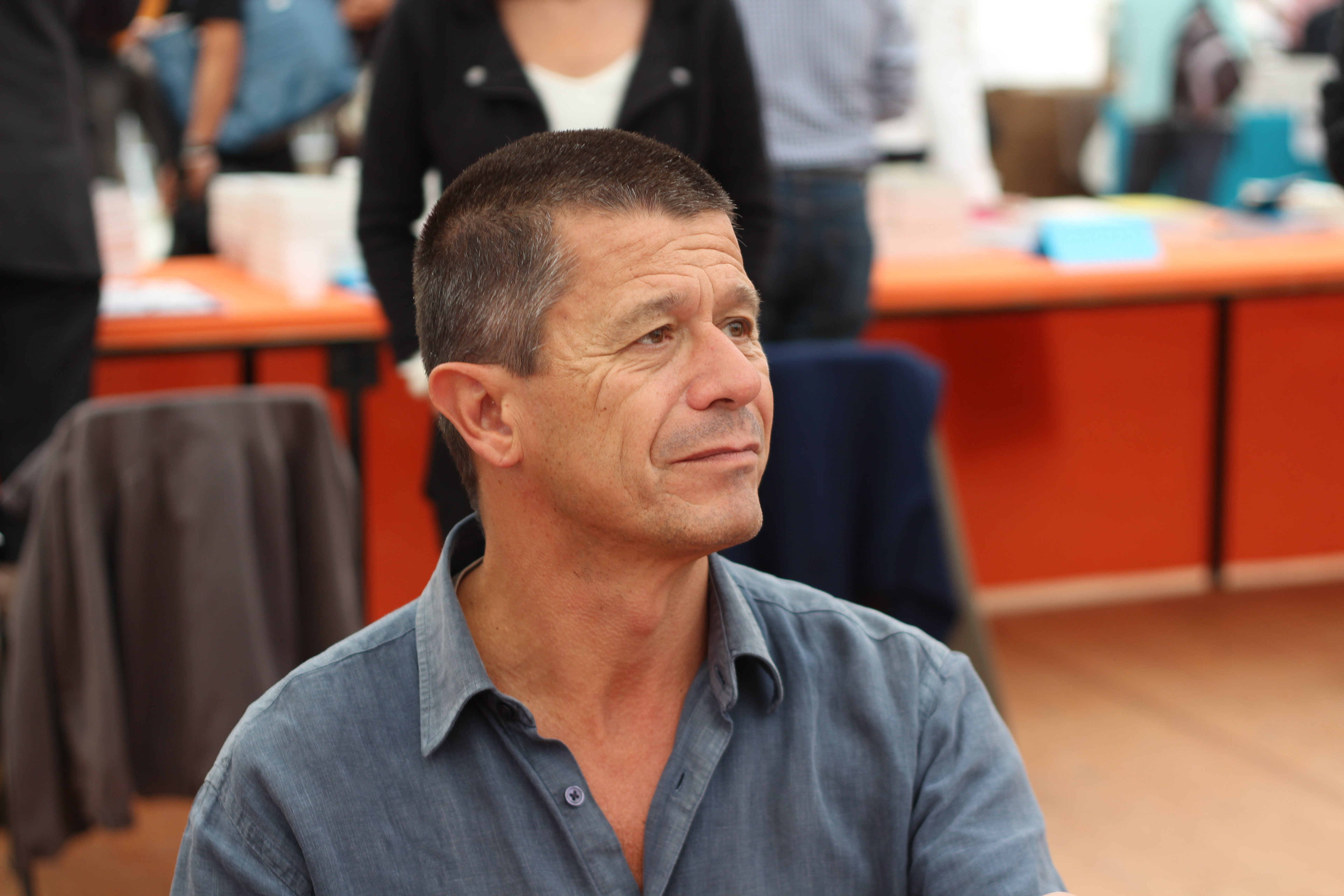
Carrère op het boekenevenement Le Livre sur la Place in Nancy (2014)

- 2009: Prix Marie-Claire; Prix Crésus
- 2010: Grand prix de littérature Henri-Gal van de Académie française
- 2011: Prix Renaudot; Prix de la langue française
- 2012: Premio Malaparte
- 2014: Prix littéraire du Monde; "Beste boek van het jaar", verleend door het tijdschrift Lire
- 2015: Mondello Prize
- 2016: Tomasi di Lampedusa-literatuurprijs
- 2017: Prix FIL de littérature en langues romanes
- 2018: Prix de la Bibliothèque nationale de France (BnF)
- 2019: Premio Hemingway
- 2021: Prinses van Asturiëprijs voor Literatuur; Onderscheiding Visions du Réel; Taobuk Award; Premio Napoli
- 2022: Prix Aujourd'hui
- 2022: Film en Literatuur Award van het festival Film by the Sea

## Filmografie
- 1998: La Classe de Neige door Claude Miller, naar Carrères gelijknamige boek
- 2002: L'Adversaire door Nicole Garcia en Daniel Auteuil, scenario van Carrère
- 2003: Retour à Kotelnitch, geregisseerd door Carrère
- 2005: La Moustache, met Carrère als regisseur en scenarioschrijver, in samenwerking met Emmanuelle Devos en Vincent Lindon
- 2009: Je suis heureux que ma mère soit vivante door Claude Miller, gebaseerd op een artikel van Carrère
- 2011: Toutes nos envies, filmversie van Carrères boek D'autres vies que la mienne
- 2012: Les Revenants (televisieserie), mede-scenarioschrijver
- 2021: Ouistreham (Entre deux mondes), geregisseerd door Carrère, vrij naar het autobiografische Le Quai de Ouistreham (2010) van Florence Aubenas
- 2024: Limonov: The Ballad of Eddie, filmversie van Carrères boek Limanov (met Ben Whishaw in de titelrol)[noot 6]

## Varia
- In 2017 volgde Carrère een week lang de toen nog maar kort in functie zijnde president Macron van Frankrijk. Hij had diverse gesprekken met Macron en zijn echtgenote in het presidentiële vliegtuig tussen Parijs, Sint-Maarten, Athene en Frankfurt. Het resulteerde in een lang artikel in The Guardian, dat twee jaar later werd opgenomen in de Engelse vertaling van zijn essays, getiteld 97,196 Words: Essays.[3]
- De schrijver Michel Houellebecq is bewonderaar van de boeken van Emmanuel Carrère. In een tien pagina's tellend essay stelt hij zich de vraag waarom Carrère er op een bepaald moment voor heeft gekozen om te stoppen met 'gefantaseerde' verhalen en nog uitsluitend de 'waarheid' wil vertellen, waarbij hijzelf als een soort 'getuige' optreedt. Het antwoord geeft Houellebecq zelf: "wat hij [Carrère] in de hoogste mate bezit [...] zijn waarden. [...] Carrère wéét wanneer het gedrag van zijn personages respectabel, bewonderenswaardig, verfoeilijk of moreel neutraal is; hij kan overal zijn twijfels over hebben, maar daarover niet. En juist dankzij die helderheid van opvatting, die intellectuele en morele rechtschapenheid, is hij als enige (of bijna enige) in staat bepaalde inderdaad moreel delicate onderwerpen aan te snijden."[4]

- Bibsys: 90954118
- Biblioteca Nacional de España: XX968392
- Bibliothèque nationale de France: cb11895313x (data)
- Catàleg d'autoritats de noms i títols de Catalunya: 981058525826506706
- CiNii: DA06265788
- Gemeinsame Normdatei: 115830995
- International Standard Name Identifier: 0000 0001 2135 544X
- Library of Congress Control Number: n82150638
- Nationale Bibliotheek van Letland: 000010131
- MusicBrainz: 5d2228d5-adce-4308-ad44-fc2bacc4b9fc
- Bibliotheek van het Japanse parlement: 00761245
- Nationale Bibliotheek van Tsjechië: jo20010085191
- Nationale bibliotheek van Australië: 36459626
- Nationale Bibliotheek van Israël: 987007300029105171
- Nationale en Universitaire bibliotheek Zagreb: 000309166
- Nederlandse Thesaurus van Auteursnamen: 070147361
- Réseau des bibliothèques de Suisse occidentale: 02-A003079851
- Istituto Centrale per il Catalogo Unico: CFIV102986
- LIBRIS: 278311
- Système universitaire de documentation: 026768895
- Trove: 1258064
- Virtual International Authority File: 61543174
- WorldCat: E39PBJktw9XGq47KXmwByB9qwC